# Wikingersiedlung von Füsing

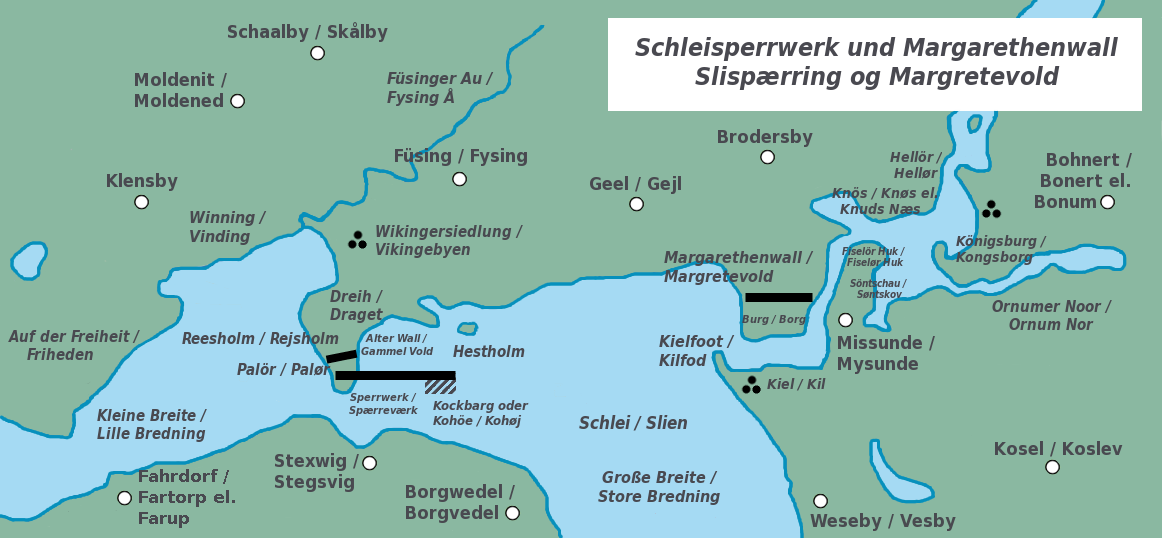
Lage der Wikingersiedlung nahe der Mündung der Füsinger Au in die Schlei. Südlich davon das Schlei-Seesperrwerk, ein Bestandteil des Danewerks.

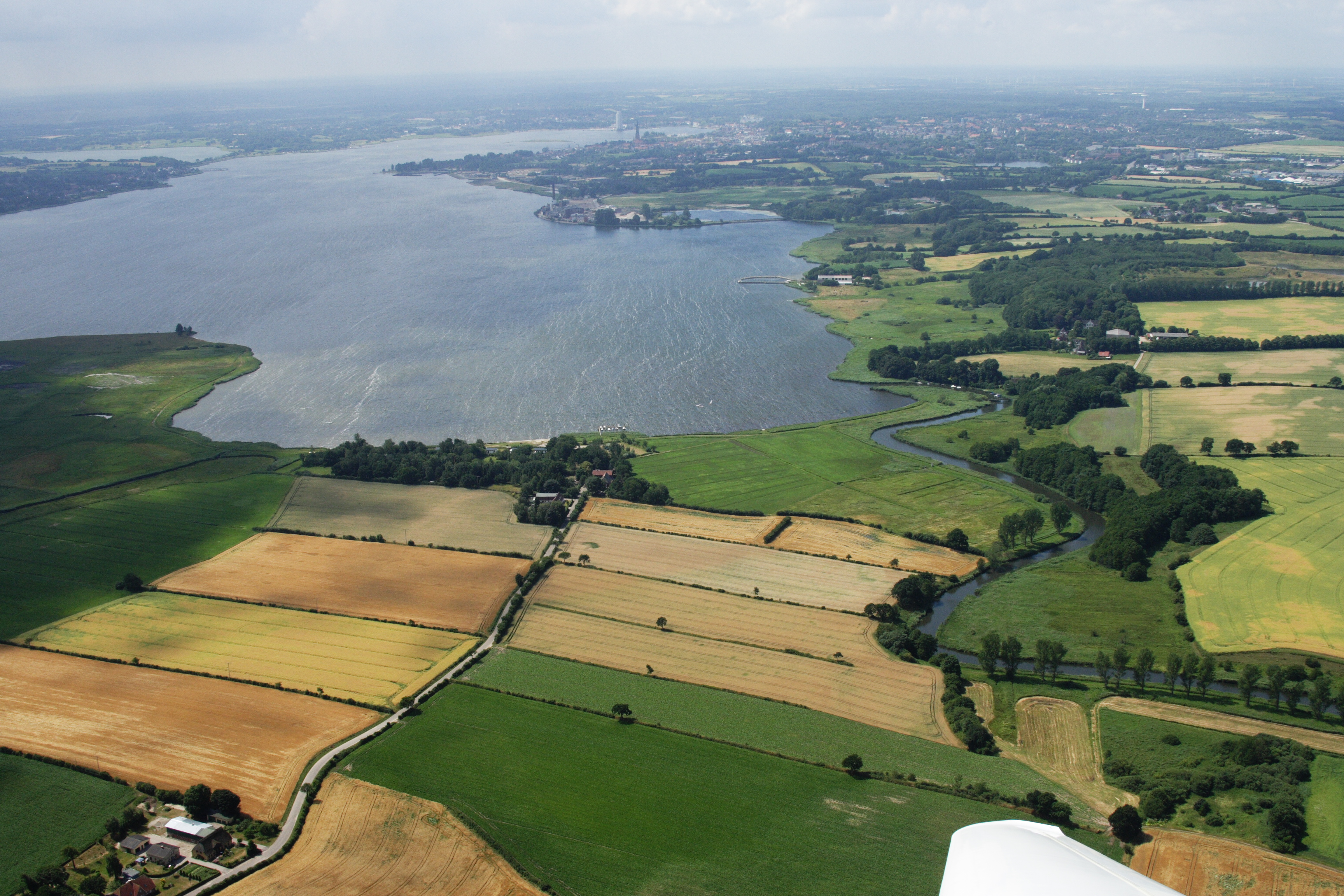
Blick auf das Areal Richtung Südwesten (2006). Die Siedlung lag in der unteren Bildmitte, links des Flusses Füsinger Au. Im Hintergrund Schleswig. Links oben am Bildrand das Haddebyer Noor, an dessen Westufer Haithabu lag.

Die Wikingersiedlung von Füsing war eine wikingerzeitliche Siedlung, die nördlich der Schlei im heutigen Schleswig-Holstein lag. Nordöstlich der ehemaligen Wikingersiedlung liegt das heutige Dorf Füsing (dänisch Fysing), ein Ortsteil von Schaalby.
Die Siedlung bestand von etwa 700 n. Chr. bis zum Ende des 10. Jahrhunderts. Ihre primäre Funktion war die eines Garnisons- und Flottenstützpunkts. Möglicherweise war sie auch als Produktions- und Handelszentrum bedeutend. Nach ihrem Untergang verschwand die Siedlung völlig. Im Jahr 2003 wurde ihre Existenz bei Begehungen mit dem Metalldetektor nachgewiesen.

## Lage
Die Siedlung lag im Südwesten von Angeln, im südlichen Grenzgebiet des dänischen Reichs. Sie wurde am linken Ufer des Flusses Füsinger Au (auch Loiter Au genannt) erbaut, die Kleine Breite der Schlei war wenige hundert Meter entfernt. Das wikingerzeitliche Haithabu (Hedeby) lag südwestlich in sechs Kilometer Entfernung am Haddebyer Noor. Schleswig, die Nachfolgerstadt von Haithabu, liegt wenige Kilometer westlich.

## Geschichte
Die Siedlung wurde wahrscheinlich schon im 7. Jahrhundert und spätestens um 700 gegründet.:11 Das Danewerk bestand damals nur aus dem Hauptwall, es wurde aber in den folgenden Jahrzehnten stark ausgebaut. Um 737 kam das Schlei-Seesperrwerk als Bestandteil dieses Verteidigungssystems hinzu. Das Schlei-Sperrwerk befand sich an der Südspitze der Halbinsel Reesholm, zwei Kilometer südlich der Siedlung.
Anfänglich diente der Ort vermutlich vor allem als saisonaler Versammlungsplatz mit einer militärischen Funktion. Danach entwickelte er sich zur dauerhaften Siedlung.:16f.
Alle Daten deuten darauf hin, dass die frühmittelalterliche Siedlung am Ende des 10. Jahrhunderts, spätestens um das Jahr 1000 aufgegeben oder an einen anderen Ort verlagert wurde.:11 Mit der Etablierung Schleswigs als königliches und kirchliches Zentrum könnte die Siedlung bei Füsing ihre Daseinsberechtigung verloren haben.:16

## Archäologie

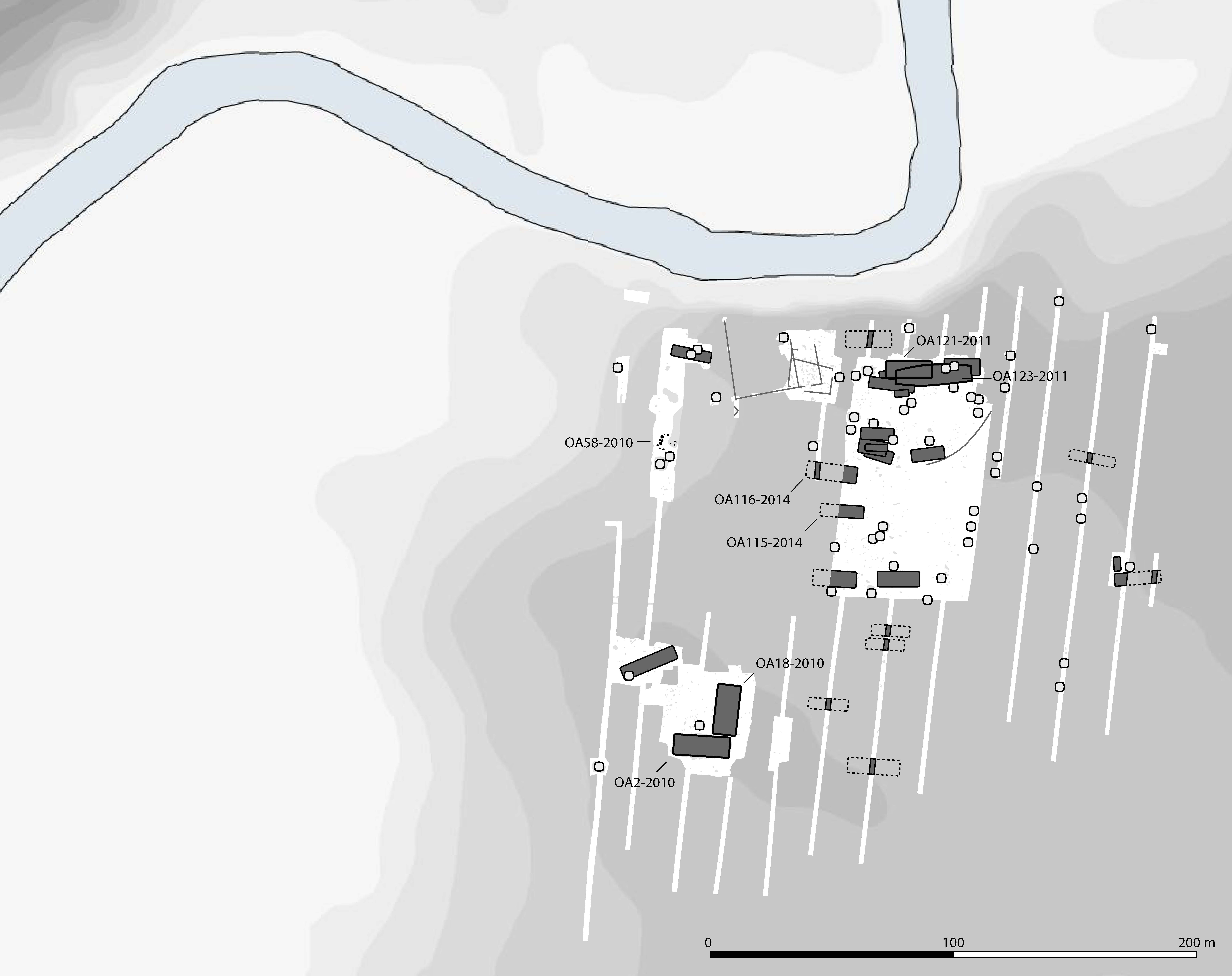
Skizze der Ausgrabungen 2010 bis 2014 mit den Grabungsflächen und den Gruben- und Langhäusern

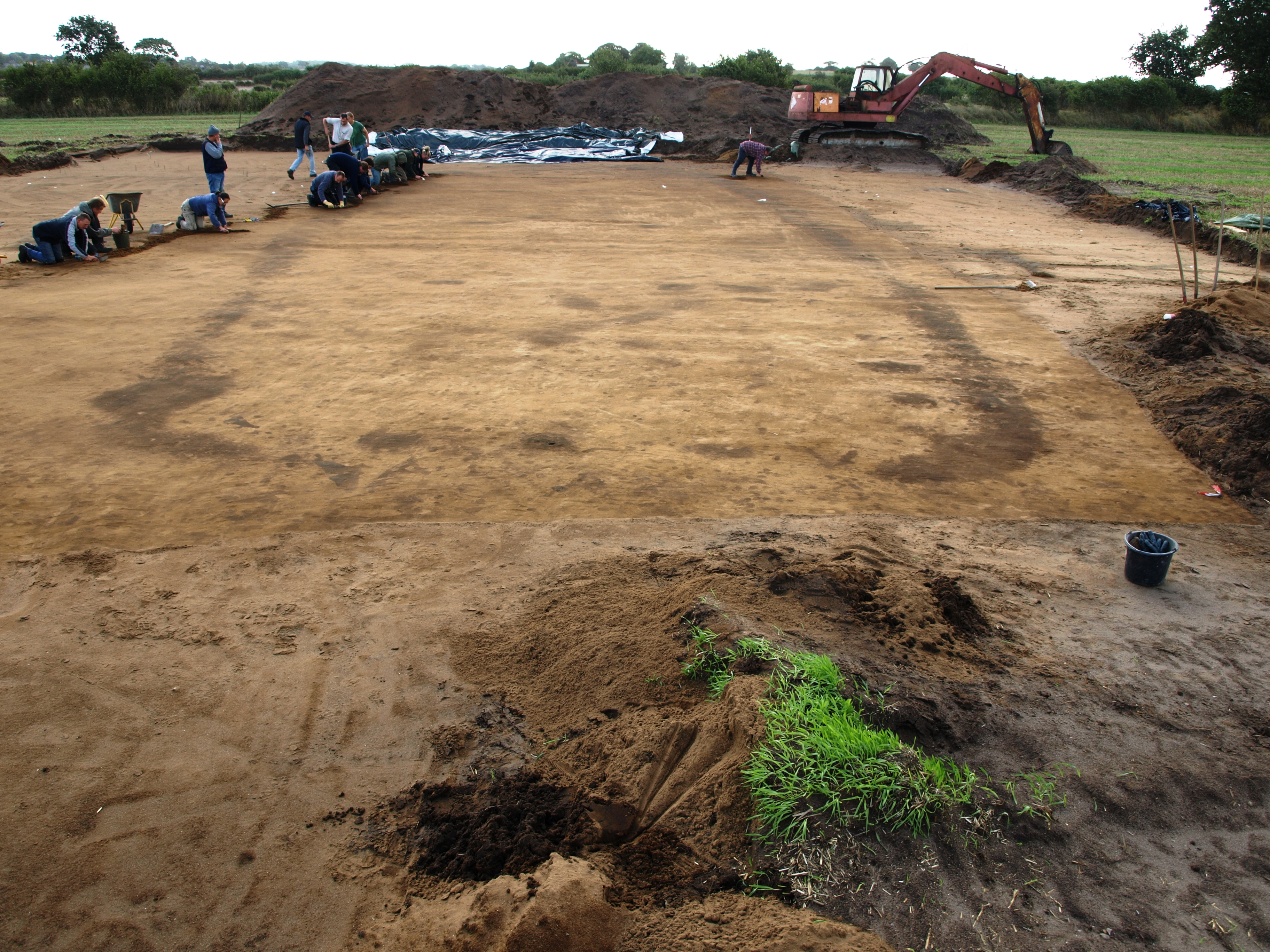
Situation bei der Ausgrabung eines Langhauses (2010)

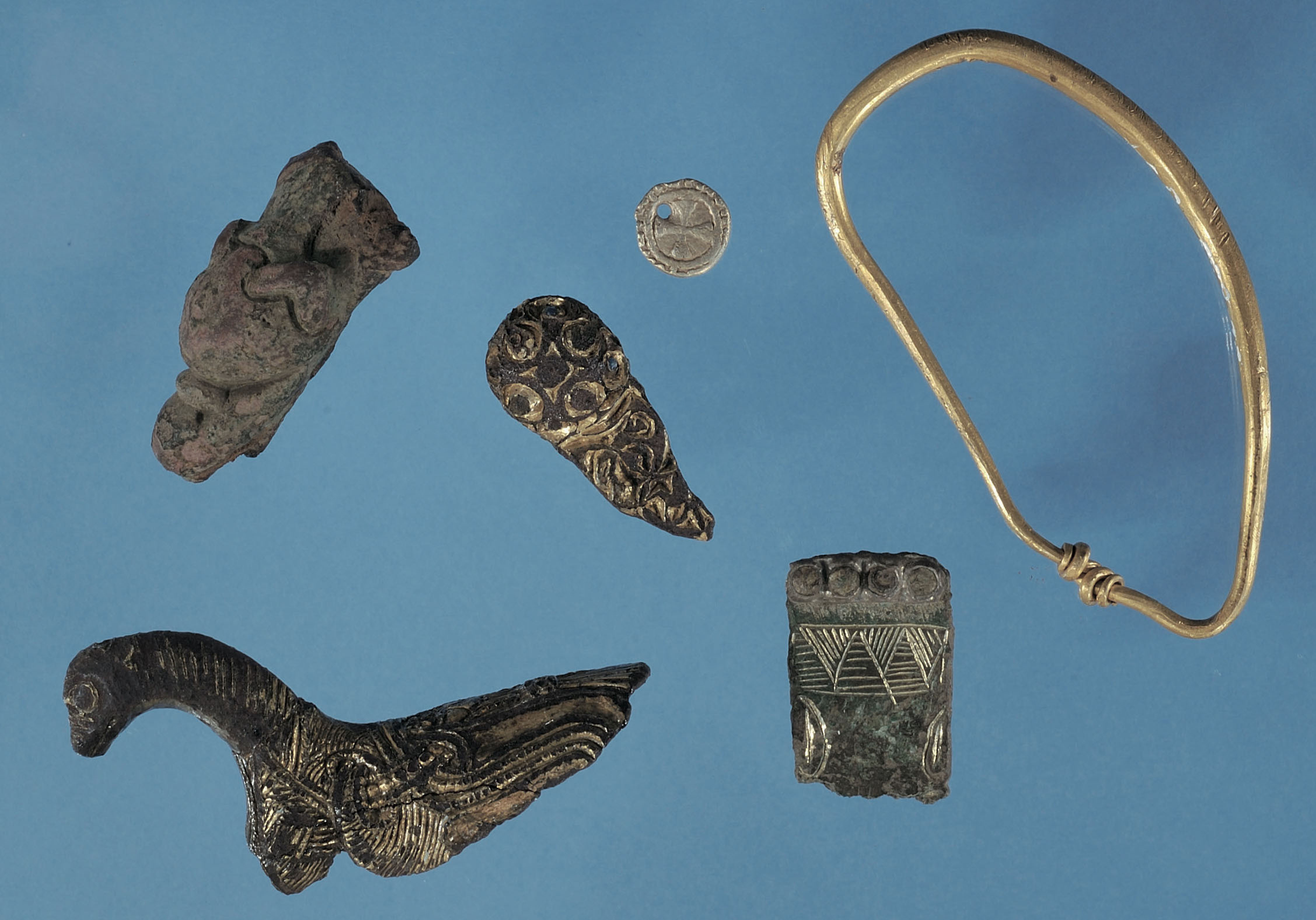
Metallfunde: ein Kistenbeschlagteil im Mammen-Stil des 10. Jahrhunderts, karolingische Beschlagteile, Fragment eines Mähnenstuhlbeschlags, ein Armring aus Gold und eine Münze.

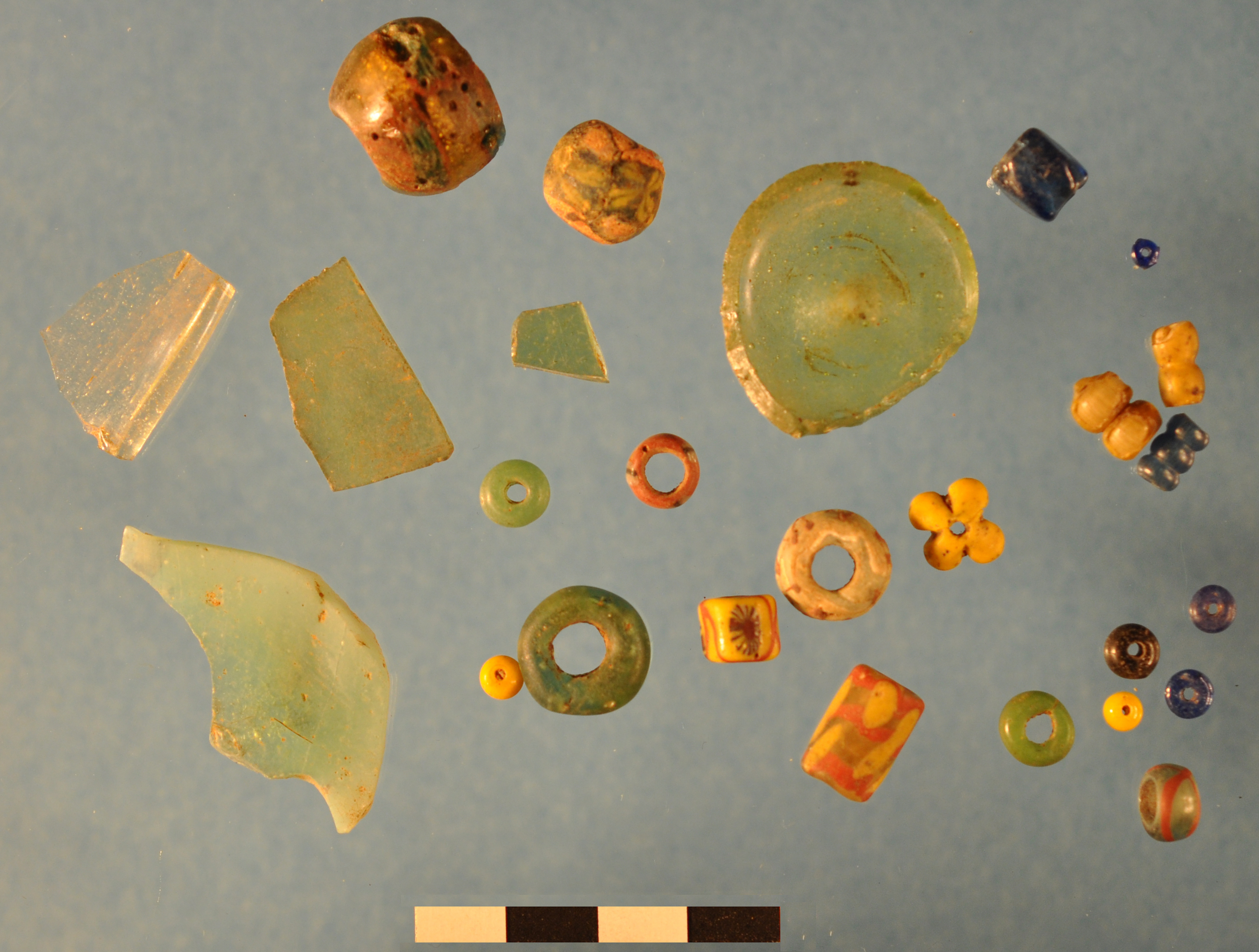
Glasfunde: Perlen, Gefäßfragmente und Rohglas. Bei den Ausgrabungen von 2010 bis 2014 wurden Objekte aus Glas vor allem in den Füllschichten von Grubenhäusern gefunden.

### Erste Untersuchungen
Seit den 1950er Jahren hatte es vereinzelte Funde und undokumentierte Beobachtungen gegeben, die auf eine Siedlung in der Wikingerzeit hindeuteten. Der Nachweis, dass es sich um eine große Siedlung handelte, wurde aber erst durch Metalldetektoruntersuchungen erbracht, die der Archäologe Andres Dobat von der Universität Aarhus im Jahr 2003 durchführte. 2005 folgte eine geomagnetische Untersuchung, die den größten Teil der vermuteten Siedlungsfläche abdeckte. Dabei wurden zahlreiche geomagnetische Anomalien festgestellt. Die Ergebnisse wurden durch Luftbilder bestätigt, die im Jahr 2006 aufgenommen wurden. Die Größe der Siedlung konnte jetzt abgeschätzt werden. Sie Siedlung nahm eine Fläche von 6 bis 8,5 Hektar ein.:4f.

### Ausgrabungen
2010 ermöglichte eine Spende der Carlsberg-Stiftung die ersten Ausgrabungen. Diese wurden von Andres Dobat geleitet und durchgeführt. Die Universität Aarhus arbeitete dabei mit dem Archäologischen Landesamt Schleswig-Holstein und der Stiftung Schleswig-Holsteinische Landesmuseen zusammen. In vier Kampagnen wurden zwischen 2010 und 2014 etwa 20 Prozent der Siedlungsfläche (12.700 m²) freigelegt.:5

### Häuser
Bei den Ausgrabungen konnten 52 Grubenhäuser und 24 dreischiffige Langhäuser nachgewiesen werden.:5f.
Im 10. Jahrhundert dominierte ein außergewöhnlich großes Langhaus (das Haus OA123-2011 in der Skizze rechts) das Siedlungsplateau. Mit etwa 30 Metern Länge ist es das bislang längste Haus der Siedlung. Das Haus wurde durch einen Brand zerstört und danach wiederaufgebaut. In einem der beiden Eingangspfeiler fand man eine Pfeilspitze, im anderen Eingangspfeiler eine Fußfalle aus Eisen, einen sogenannten Krähenfuß. Beides deutet auf einen Konflikt in der ersten Hälfte des 10. Jahrhunderts hin, bei dem das Haus abbrannte.:7f.

### Weitere Funde
Der Großteil der Funde zeugt von handwerklichen Tätigkeiten, darunter Bronzeguss, möglicherweise auch Glasverarbeitung.:8 Eiserne Nägel, Nieten und Nietplatten, die vor allem in geklinkerten Schiffen verwendet wurden, deuten darauf hin, dass hier Schiffe repariert wurden. Vielleicht wurden auch Schiffe gebaut.:10
Äxte oder Axtfragmente, Pfeilspitzen sowie ein einzelner eiserner Schwertknauf unterstreichen den militärischen Charakter des Platzes. Ein militärischer Hintergrund ist bei mehreren Artefakten britischer Herkunft anzunehmen, die bei Raubzügen erbeutet wurden. Gewichte, Glasperlen, Hacksilber und Münzen deuten auf Warenaustausch hin.:10

### Kultische Deponierungen
Ein Axtkopf und ein großes Eisenmesser wurden in einer zentralen Grube gefunden, die von anderen Gruben umgeben war. Die Gruben waren mit Steinen gefüllt. Die Deponierung des Axtkopfes und des Messers in der zentralen Grube deutet auf eine kultische Funktion hin. Die rituelle Deponierung von Schlachtabfällen und Waffen ist ein charakteristisches Merkmal von Elitenresidenzen im Norden.:7

## Die Bewohner
Funde und architektonische Reste zeigen, dass der Ort und die meisten seiner Bewohner in den dänischen Kulturkontext eingebettet waren. Vor allem eine kleine Gruppe hochrangiger karolingischer Funde sowie nordische Metallarbeiten und gläserne Trinkgefäße lassen sich mit den oberen Schichten der wikingerzeitlichen Gesellschaft und einer aristokratischen Elite verbinden.:8 Gleichzeitig war der Ort von sozialer Vielfalt geprägt. Zu besonderen Anlässen (Markt, religiöse oder politische Versammlungen, Anwesenheit des Königs usw.) herrschte ein hohes Maß an Aktivität.:12
Neben den ständigen Bewohnern gab es vermutlich eine wechselnde Zahl von Besuchern. Mehrere Fibeln friesischen Typs deuten, zumindest in der Frühphase des Fundplatzes, auf die Anwesenheit westeuropäischer Besucher. In Situationen militärischer Bedrohung ist von einer bedeutenden Anzahl von Kriegern auszugehen.:11f.

## Funktionen der Siedlung

### Militärische Bedeutung
Die Siedlung war in erster Linie als militärischer Stützpunkt von Bedeutung, der im Zusammenhang mit dem Danewerk zu sehen ist.:17 Die Siedlung war an drei Seiten von Wasser und/oder Sumpf umgeben und damit gut gegen militärische Angriffe geschützt. Sie lag strategisch günstig direkt an der Schlei, einer wichtigen Wasserstraße.:2 Die erhöhte Lage ermöglichte es, die Große Breite und die Kleine Breite der Schlei und den Schiffsverkehr in diesem Bereich zu überblicken.:3 Die schmale Passage an der Halbinsel Reesholm südlich des Ortes ermöglichte die Kontrolle des Schiffsverkehrs.:13
Die Existenz eines Militärstützpunkts im Hinterland des Danewerks geht indirekt aus den Fränkischen Reichsannalen hervor. Für das Jahr 817 nennen diese einen „Gluomi“ als dänischen Grenzwächter (custos Nordmannici limitis). Es ist möglich, dass Gluomi im frühen 9. Jahrhundert in der Siedlung bei Füsing residierte.:15

### Regionaler Handelsplatz
Während des 9. und 10. Jahrhunderts existierte Füsing gleichzeitig mit dem sechs Kilometer entfernten Handelszentrum Haithabu. Daraus könnte sich eine funktionale Differenzierung ergeben haben: Während Haithabu in erster Linie auf den internationalen Handel ausgerichtet war, verteilte die Siedlung bei Füsing die Waren im dänischen Hinterland.:13 Kleinere Boote konnten die Füsinger Au flussaufwärts befahren.:2

### Sitz eines königlichen Vertreters?
Wie die Elitenresidenzen in Hovgården in Schweden oder Kaupang in Norwegen kann die Siedlung bei Füsing als Sitz eines königlichen Vertreters, Verwalters oder Jarls gedient haben. Die Erwähnung eines königlichen Vertreters (comes praefati vici) namens Hovi in der Vita Ansgarii (Leben Ansgars, S. 104) aus dem 9. Jahrhundert lässt vermuten, dass ein solcher Ort im Hinterland von Haithabu existierte.:13,17

## Mögliche Identität mit Sliesthorp
Andres Dobat legte im Jahr 2022 Argumente dafür vor, dass die Wikingersiedlung von Füsing mit dem historischen Ort Sliesthorp identisch sein könnte. Sliesthorp wird nur zweimal in einer schriftlichen Quelle erwähnt, und zwar in den Fränkischen Reichsannalen zu den Jahren 804 und 808. Laut den Reichsannalen war Sliesthorp ein Stützpunkt des Dänenkönigs Godfred. Beim Jahr 804 ist die Rede von einem locum qui dicitur Sliesthorp, beim Jahr 808 heißt es ad portum, qui Sliesthorp dicitur (der Ort bzw. der Hafen, der Sliesthorp genannt wird). Traditionell wird Sliesthorp mit Haithabu identifiziert bzw. mit der sogenannten Südsiedlung, die schon vor 800 bestand. Die Südsiedlung lag unmittelbar südlich des späteren Halbkreiswalls von Haithabu.:1,15f.